# Вільнюс (автовокзал)
Автовокзал «Вільнюс» (лит. Vilniaus autobusų stotis) — міжміський автобусний вокзал, розташований у південній частині центру Вільнюса, столиці Литви, поруч із Вільнюським залізничним вокзалом.
Автовокзал був відкритий 4 квітня 1974 року.
З автовокзалу Вільнюса курсують автобуси по всій Литві та Східній Європі. Іноземні експрес-лінії працюють, наприклад, до Латвія, Польща, Німеччина, Чехія, Україна, Білорусь, Росія і Естонія.

## Галерея

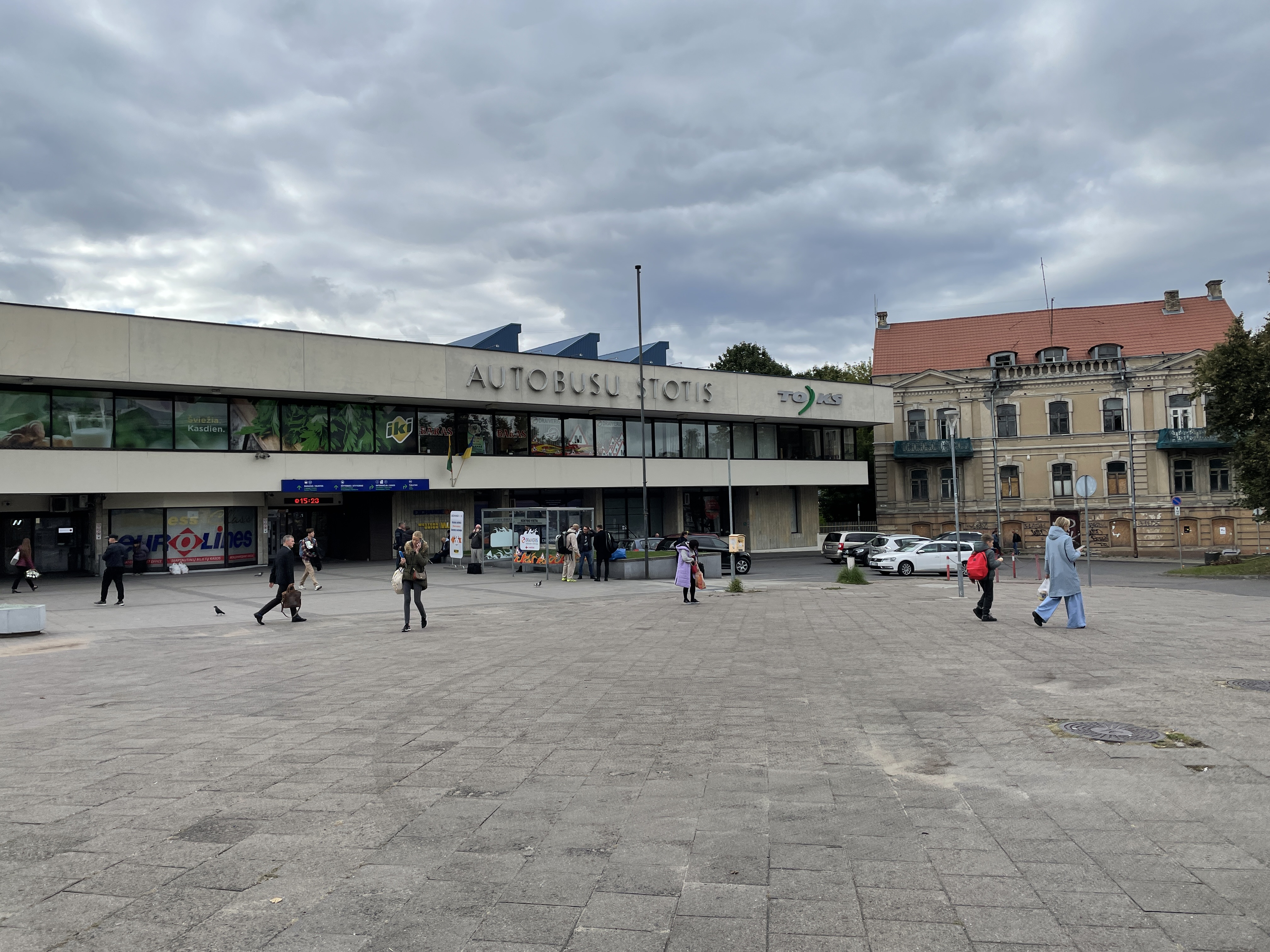
Автостанція та площа перед нею.
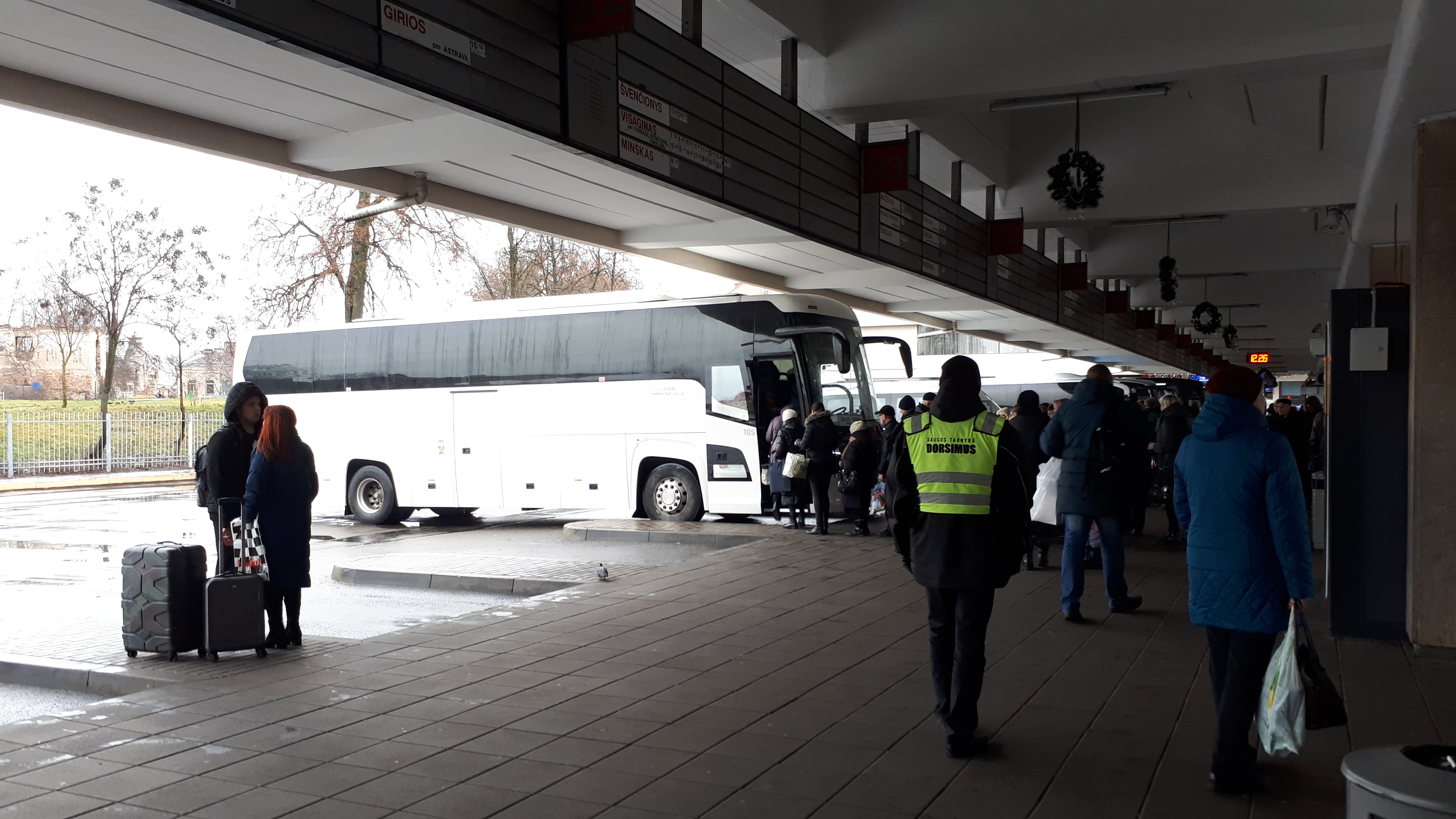
Платформи.